# Fiat 28-40 HP
Fiat 28-40 HP — легковой автомобиль, выпускавшийся компанией Fiat с 1907 по 1908 год.
В 1907 году на замену модели 24-40 началось производство модели Fiat 28-40 HP. Выпускался в трех вариантах: нормальный, удлинённый и суперудлинённый.
Автомобиль оснащался 4-цилиндровым двигателем (2 блока по два цилиндра в каждом, сваренные в форме пропеллера), объемом 7358 куб. см.. В то время она была использована производителями автомобилей для подготовки двигателя затем делится на отдельные блоки, затем свариваются в форме пропеллера. Система освещения использовала магнето, а система зажигания была высоковольтной. Максимальная скорость составляла 75 — 85 км/ч, в зависимости от модели.
Всего выпущено 954 автомобиля.